# محطة قطار بوشقوف
محطة قطار بوشقوف هي محطة سكة حديد جزائرية تقع في بلدية بوشقوف بولاية قالمة. تُعدّ جزءًا من شبكة الخطوط الإقليمية التي تديرها الشركة الوطنية للنقل بالسكك الحديدية في الجزائر.

## موقعها في الشبكة الحديدية
تقع المحطة شمال مدينة بوشقوف، على الخط الممتد من عنابة إلى جبل العنق . وتسبقها محطة بوضروة وتتبعها محطة مجاز الصفا .

## خدمة الركاب

### خدمة
وتخدم محطة قطار بوشقوف القطارات الجهوية على خط سكك عنابة إلى تبسة.

## روابط خارجية
- "ش.و.ن.س.ح". الشركة الوطنية للنقل بالسكك الحديدية. مؤرشف من الأصل في 2025-05-05..